# Hydraecia aurantia
Hydraecia aurantia là một loài bướm đêm trong họ Noctuidae.